# Neideck (Adelsgeschlecht)

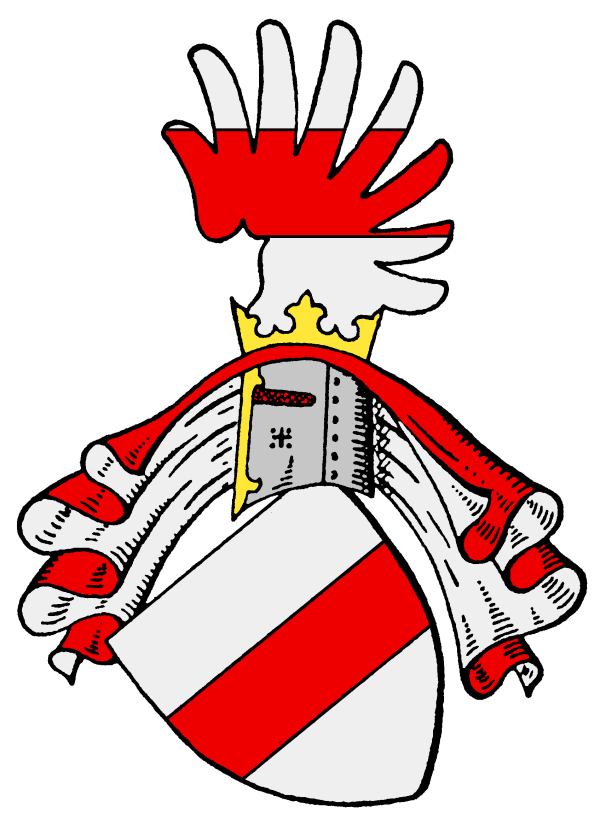
Wappen derer von Neideck

Die Familie von Neideck, auch mit dem Namenszusatz Stübig, war ein fränkisches Adelsgeschlecht.

## Der Name Neideck
Es existieren mehrere Orte namens Neideck, deren Zusammenhang mit den hier beschriebenen Neideckern ungesichert ist: Burg Neideck der gleichnamigen Herren ist heute eine Ruine im Landkreis Biberach in Baden-Württemberg. Ein Schloss Neideck ist im Ilm-Kreis in Thüringen bekannt. Weiterhin bestand ein Hof Neideck im Landkreis Kulm in Rheinland-Pfalz. Als Burg Neideck wird auch die bei Stadtsteinach gelegene Burg Nordeck bezeichnet. Georg III. von Neideck war Bischof von Trient (1505–1514).

## Geschichte

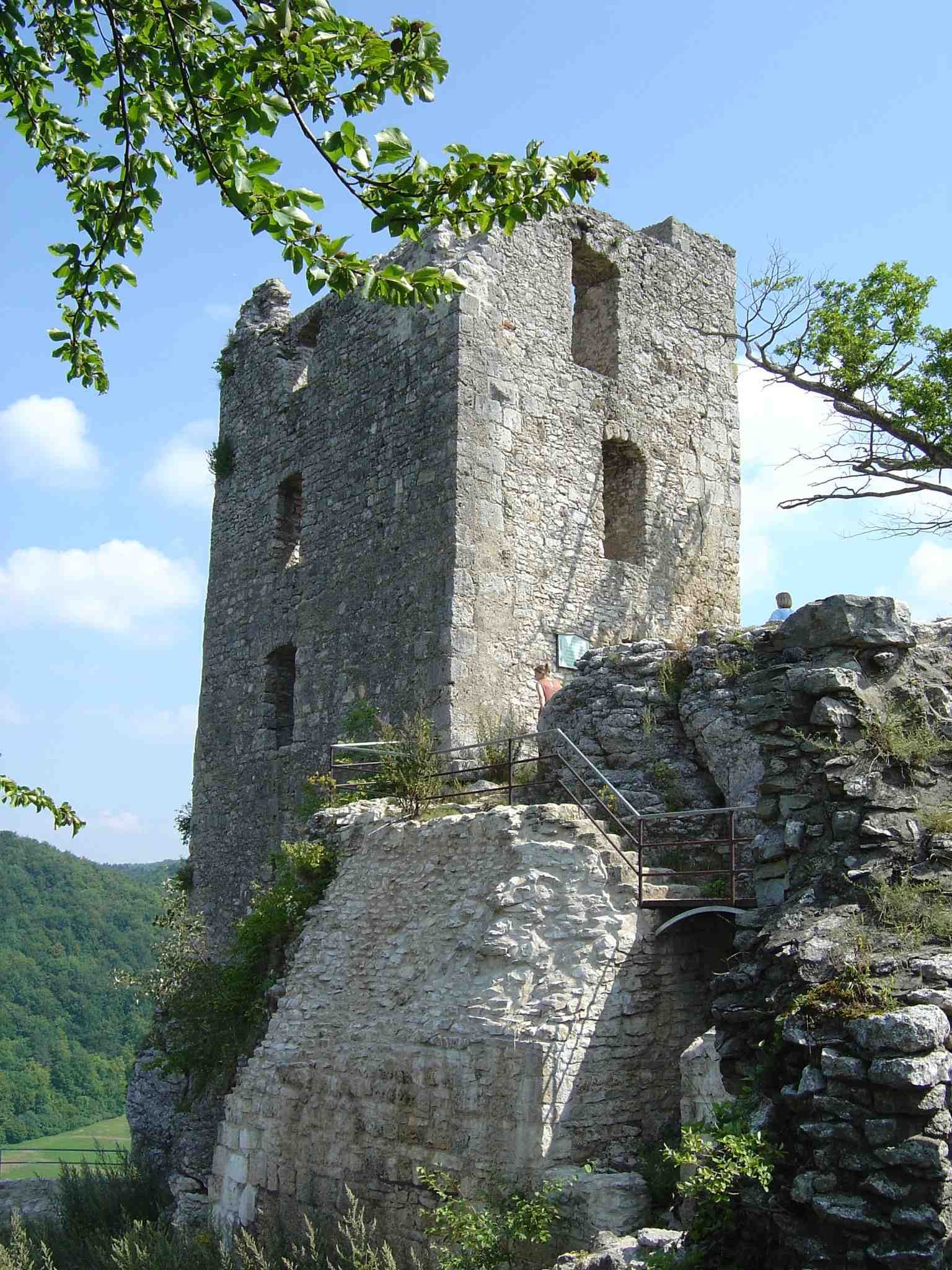
Burgruine Neideck in der Fränkischen Schweiz

Namensgebender Stammsitz ist die Burg Neideck bei Wiesenttal – heute Teil des oberfränkischen Landkreises Forchheim – die Bedeutung unter den Schlüsselbergern erlangte. Konrad II. von Schlüsselberg starb 1347 als Letzter seines Geschlechtes bei der Verteidigung der Burg, die seit der Zerstörung im Bauernkrieg verfiel.

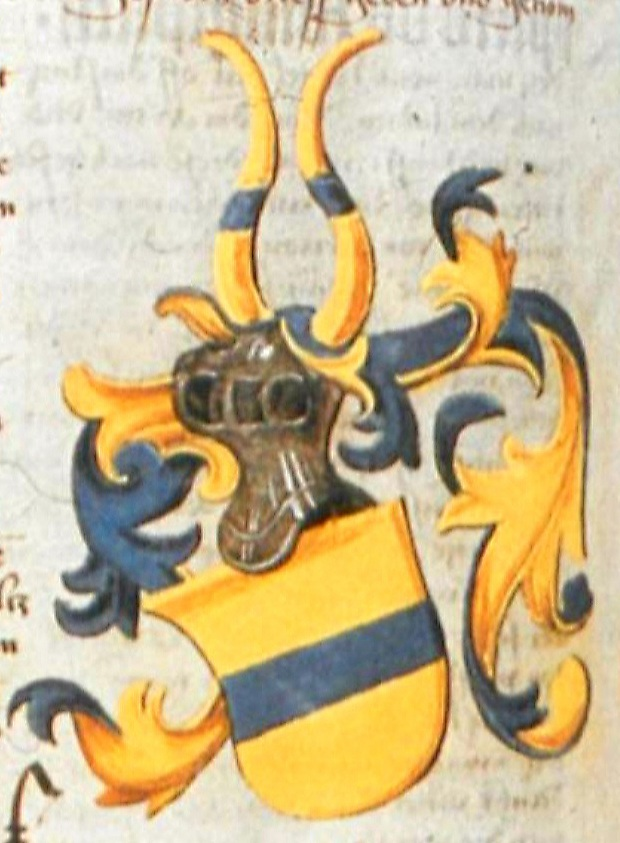
Wappen derer von Neideck im Lehenbuch des Kurfürsten Friedrich I., Pfalzgraf bei Rhein

Die Familie war im Ritterkanton Gebürg und Odenwald organisiert. Sie ist in Franken als Ministerialengeschlecht der Bischöfe von Bamberg von 1219 bis 1562 belegt. Zu den Besitzungen zählten Gößweinstein und Wildenfels. Ein Zweig der Familie überdauerte länger in Südtirol (siehe Burg Wildegg?). Ein sehr ähnliches Wappen, nur in anderen Farben und mit Hörnern statt des Flügels als Helmzier, ist als Wappen derer von Neideck im Lehenbuch von 1471 des Kurfürsten Friedrich I., Pfalzgrafen bei Rhein dargestellt.